# Wilhelm (hrabia Schaumburg-Lippe)
Wilhelm Fryderyk Schaumburg-Lippe (ur. 9 stycznia 1724, zm. 10 września 1777) – niemiecki arystokrata, oficer i teoretyk wojskowości, od 1748 roku hrabia Schaumburg-Lippe. Generał w służbie angielsko-pruskiej podczas wojny siedmioletniej.

## Życiorys

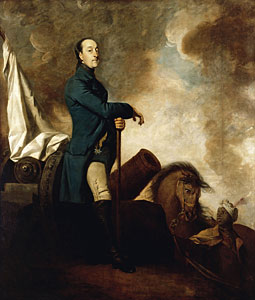
Wilhelm na obrazie autorstwa Joshuy Reynoldsa

Wilhelm Fryderyk Schaumburg-Lippe urodził się 9 stycznia 1724 roku w Londynie jako młodszy syn hrabiego Schaumburg-Lippe Albrechta Wolfganga oraz hrabiny Małgorzaty Oeynhausen (córki króla Anglii Jerzego I oraz jego metresy Melusine von der Schulenburg). Nauki pobierał w szkole w Genewie, a następnie ukończył uniwersytety w Lejdzie oraz Montpellier. Po powrocie do Londynu dołączył do gwardii królewskiej w stopniu kadeta. 
Po śmierci starszego brata Jerzego, który zginął w pojedynku, Wilhelm powrócił do Bückeburga jako nowy dziedzic. U boku ojca, generała w służbie Zjednoczonych Prowincji, odznaczył się w bitwie pod Dettingen; jako ochotnik wziął udział w kampanii włoskiej wojny o sukcesję austriacką w 1745 roku.
Odziedziczył hrabstwo Schaumburg-Lippe po śmierci ojca w 1748 roku. Wojna z władcami Hesji-Kasselu, próbującymi anektować terytorium hrabstwa, była dobrą szkołą dla rozwoju zdolności strategicznych Wilhelma. Aby jeszcze lepiej pojąć tajniki dowodzenia, udał się na dwór Fryderyka II Wielkiego w Berlinie, gdzie dzięki znajomości wielu języków – francuskiego, angielskiego, łaciny, włoskiego oraz portugalskiego – obracał się w najbliższym kręgu królewskich zauszników (wśród nich w tym czasie znajdował się Voltaire). Później ruszył do Włoch i na Węgry.
Po wybuchu wojny siedmioletniej wystawił własny pułk i dołączył do wojsk angielsko-pruskich. W stopniu generał majora wyróżnił się w służbie Hanoweru – dowodząc artylerią pod Minden powstrzymał francuski atak na lewe skrzydło. W 1759 roku otrzymał dowództwo nad całością sił artyleryjskich koalicji angielsko-pruskiej.

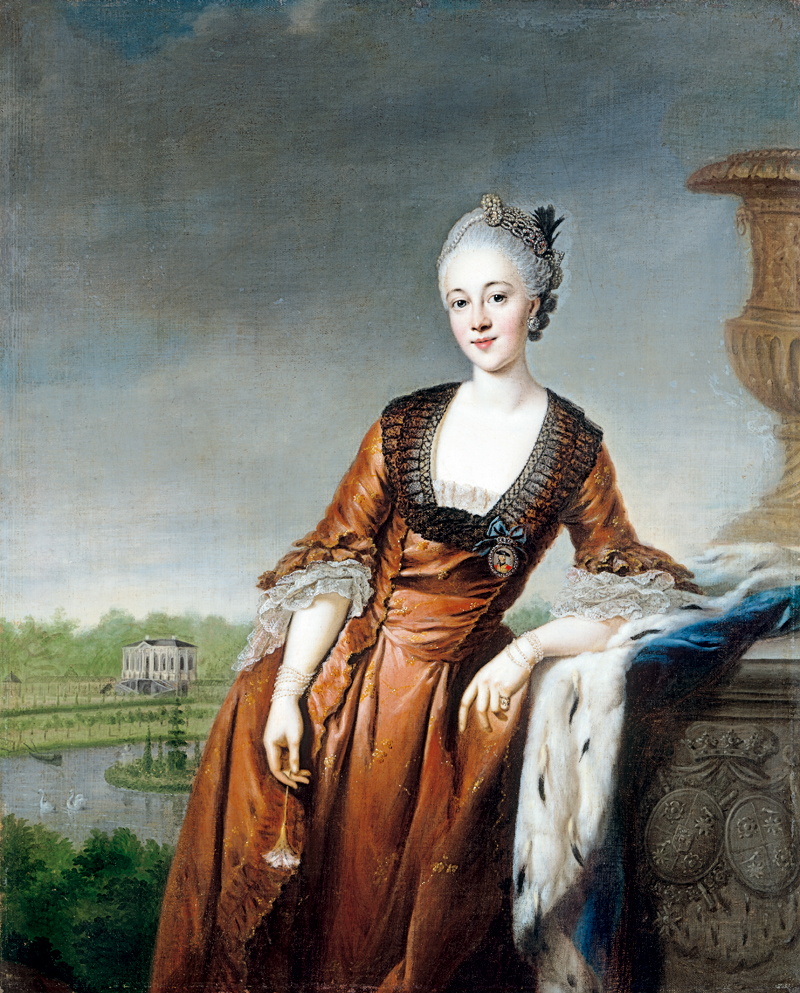
Barbara Lippe-Biesterfeld (1744–1776), żona Wilhelma

W trakcie hiszpańskiej inwazji na Portugalię powierzono mu dowództwo nad wojskami portugalsko-angielskimi za sprawą wpływowego portugalskiego premiera markiza de Pombala. Wilhelm dołączył do koalicji w 1762 roku i powstrzymał hiszpański najazd podczas konfliktu nazywanego „wojną fantastyczną” (por. Guerra Fantástica). 
Chcąc zreformować portugalską armię założył szkołę wojskową i szkołę artylerii, a prócz tego zbudował w Elvas fort, którego konstrukcję oparł na projektach Sebastiana Vaubana oraz zamku Wilhelmstein. Noszący początkowo nazwę Nossa Senhora da Graça fort król przemianował na Fort Lippe, w uznaniu zasług hrabiego.
Po podpisaniu traktatu w Fontainebleau powrócił do Niemiec. We wdzięczności za zasługi podczas dowodzenia brytyjskim korpusem ekspedycyjnym w Portugalii korona brytyjska przyznała mu stopień marszałka.
W 1764 roku pojął za żonę młodszą o 20 lat hrabinę Marię Barbarę Eleonorę Lippe-Biesterfeld. Jedyna córka zrodzona z tego małżeństwa zmarła w wieku 3 lat; w dwa lata po niej umarła i żona. Śmierć bliskich była dlań ciosem – Wilhelm wycofał się z życia publicznego i przeniósł do swojego dworku myśliwskiego Bergleben-bei-Wölpinghausen, gdzie zmarł 10 września 1777 roku. Hrabstwo Schaumburg-Lippe przypadło jego krewnemu Filipowi II
Został pochowany obok córki i żony w grobowcu zbudowanym w dworku myśliwskim w lesie schaumburskim. W miejscu dworku Bergleben-bei-Wölpinghausen wybudowano później „Wieżę Wilhelma”. Sam dworek został rozebrany i w 1790 roku przeniesiony do Bad Nenndorf, gdzie służył jako szpital.

## Teoretyk wojny obronnej
Hrabia Wilhelm jest autorem pierwszej polemologicznej definicji „wojny czysto obronnej”, którą postrzegał jako jedynie moralnie dopuszczalną: „Żadna inna wojna, prócz wojny obronnej, nie jest słuszna. [...] Jej istotą jest koncept «kraju ufortyfikowanego» – połączenia twierdz, chłopskiej milicji i armii zawodowej”.

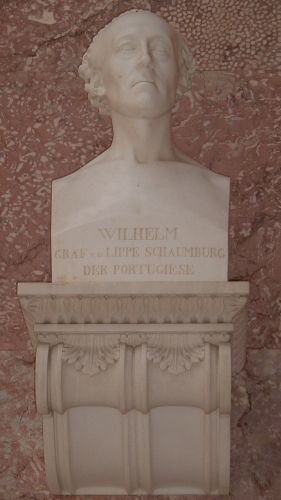
Popiersie Wilhelma w Walhalli

### Wpływ na reformy wojskowe w Prusach
Zasady „wojny narodowej”, którymi posługiwali się walczący z Napoleonem Bonapartem pruscy generałowie Gerhard von Scharnhorst i August Neidhardt von Gneisenau, oparte został na pomysłach Schaumburg-Lippego. Wpisuje się weń również koncept mobilizacji powszechnej.

### Fortyfikacja
Aby zabezpieczyć swoją dziedzinę hrabia Wilhelm zbudował pośrodku jeziora Steinhude twierdzę Wilhelmstein, nie do zdobycia dla ówczesnych wojsk (bez wielomiesięcznego oblężenia wielkimi siłami). Dzięki takiemu zabezpieczeniu miał nadzieję, że hrabstwo stanie się interesującym sojusznikiem silniejszych państw, jak Hanower czy Prusy i uniknie roli terytorium zależnego.
Plan hrabiego sprawdził się – w 1787 roku Hesja-Kassel podjęła próbę aneksji hrabstwa, lecz jego wojska schroniły się w twierdzy. Długotrwałe oblężenie pozwoliło na wypracowanie dogodnej pozycji negocjacyjnej – rozejm, gwarantowany wsparciem Prus i Hanoweru, zapewniał hrabstwu niepodległość, a potem niezależność w granicach II Rzeszy i Republiki Weimarskiej.

## Oświecony monarcha
Wilhelm czerpał spore profity dzięki rozwojowi przemysłu na swoich ziemiach – zakładał młyny, ceglarnie, hamernie, również manufakturę czekolady w Steinhude, młyn papierowy w Ahrensburgu oraz odlewnię w Bückeburgu. Starał się również przyciągać kolonistów z pomocą ulg podatkowych czy grantów w postaci darmowych domów do zasiedlenia lub zboża. Na dwór zapraszał wielkie umysły tamtych czasów, jak Thomas Abbt czy Johann Gottfried Herder.

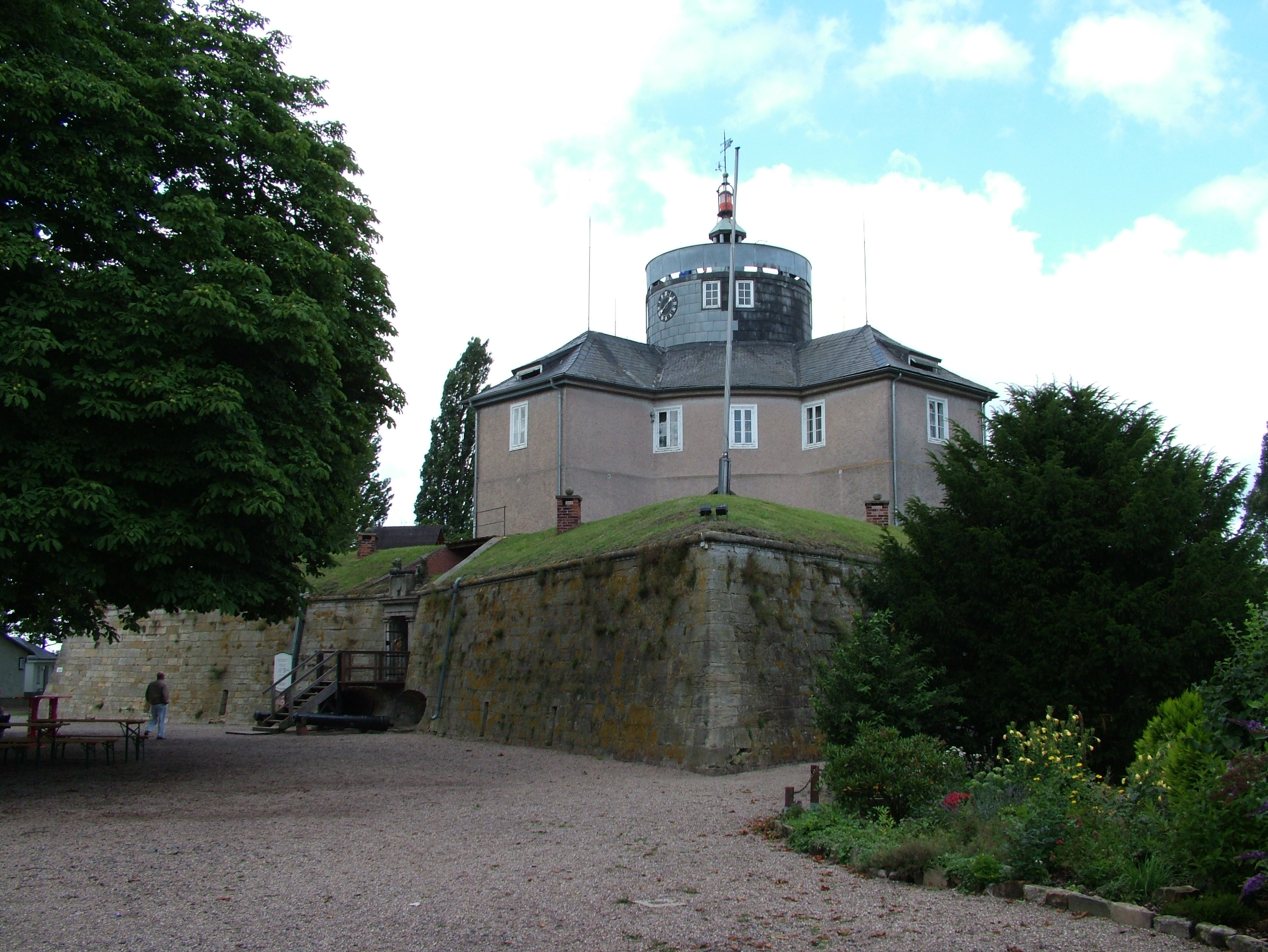
Twierdza Wilhelmstein wybudowana na rozkaz hrabiego Wilhelma

Prócz tego wprowadzał reformy wojskowe – jego zasługą jest koniec stosowania kar cielesnych oraz poborowa milicja ziemska (niem. Landmiliz. W 1761 roku na wysepce pośrodku jeziora Steinhude otworzył również szkołę artylerii oraz wojsk inżynieryjnych, która prędko zyskała reputację w całych Niemczech – wśród jej alumnów znalazł się Scharnhorst (promowany w 1771 roku). W 1762 roku na jeziorze przeprowadzono test pierwszej w historii Niemiec łodzi podwodnej, ochrzczonej „Szczupakiem”. 
Wilhelm utrzymywał stałą armię 1000 ludzi, nieproporcjonalnie dużą w stosunku do wielkości hrabstwa. Militarystyczna polityka przyniosła poważne konsekwencje w postaci napięć społecznych. Po jego śmierci drastycznie obniżono liczebność armii i zburzono ośrodek wojskowy w Wilhelmstein.